# Federazione di baseball e softball della Polonia
La Federazione polacca di baseball e softball (in polacco Polski Związek Baseballu i Softballu) è un'organizzazione fondata nel 1978 per governare la pratica del baseball e del softball in Polonia.
Organizza il campionato maschile e di softball femminile, e pone sotto la propria egida la nazionale maschile e di softball femminile.